# آلبرت‌ویل

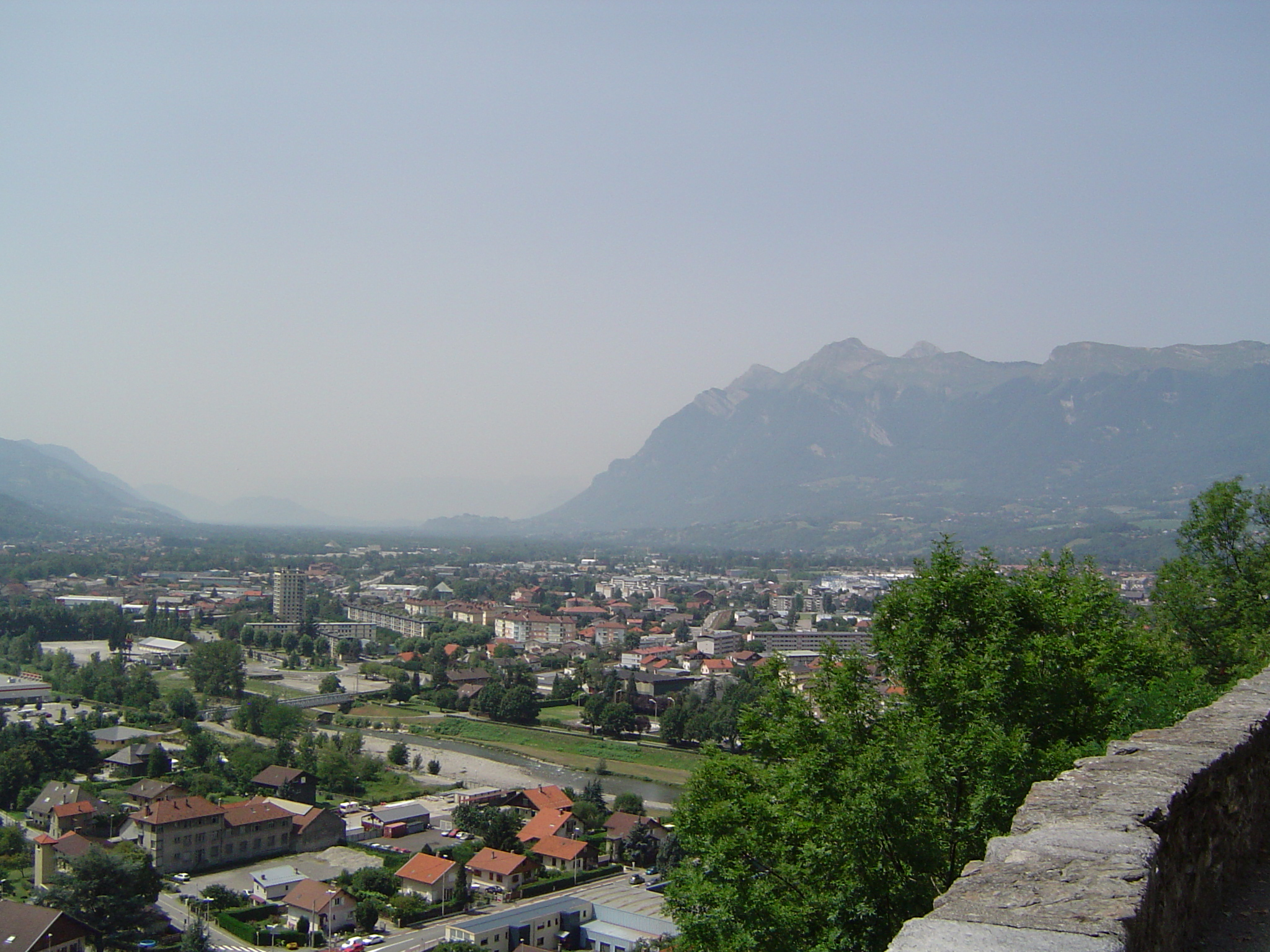

آلبرت‌ویل (زبان آرپیتان : Arbèrtvile) یک روستا در سووآ شهرستان‌های فرانسه و ناحیه رون-آلپ در جنوب شرقی فرانسه است.
این شهر بیشتر به خاطر میزبانی بازی‌های المپیک زمستانی ۱۹۹۲ شناخته شده‌است.
ارتفاع از سطح دریای آن میان ۳۴۵ متر تا ۲۰۳۷ متر است و نزدیک رشته‌کوه‌های بزرکری واقع است